# Мурзин, Александр Николаевич
Александр Николаевич Мурзин (19.08.1885 — 22.12.1954, Казань) — советский учёный, врач, заслуженный деятель науки РСФСР.

## Биография
Родился 19 августа 1885 г. в Москве в семье служащего. Окончил Московский университет со степенью лекаря (1909, с отличием).
Работал участковым земским врачом в селе Подбужье Калужской губернии, затем врачом текстильной фабрики в Богородском уезде (Московская губерния).
С 1913 по 1925 год ординатор и ассистент глазной клиники Саратовского университета. В 1924 г. защитил докторскую диссертацию по теме «Операция Эллиота».
С 1925 года профессор и зав. кафедрой глазных болезней Среднеазиатского государственного университета (Ташкент). Основал офтальмологические центры в Каракалпакии, Хорезмской, Кашкадарьинской и других областях для лечения трахомы, конъюнктивита и глаукомы.
С 1932 г. зав. кафедрой глазных болезней Казанского института для усовершенствования врачей (ГИДУВ) и директор Казанского научно-исследовательского трахоматозного института. Добился объединения НИИ и глазной клиники ГИДУВ. Во время войны — консультант эвакогоспиталей.
В 1951 г. зав. кафедрой глазных болезней КГМИ.
Заслуженный деятель науки РСФСР (1941). Награждён двумя орденами Ленина, орденом «Знак Почёта», двумя медалями, значком «Отличник здравоохранения».

## Публикации
- Трахома [Текст] / Заслуженный деятель науки проф. А. Н. Мурзин. — Москва : Медгиз, 1942. — 26 с.; 20 см.
- Комбинированные огнестрельные повреждения орбиты, носа и придаточных пазух. К., 1943;
- Руководство для работников трахоматозных пунктов. М., 1944;
- Современное состояние вопроса о лечении трахомы // Сб. тр. Врачебно-санитарной службы Казан. ж.д. 1950. Вып. 3.